# Парламентские выборы в Ньясаленде (1961)
Парламентские выборы в Ньясаленде проходили в августе 1961 года. На них избиралось Законодательное собрание Ньясленда. В результате победу одержала партия Конгресса Малави, получившая 20 мест парламента от нижнего круга, в 5 из которых выборы были безальтернативными и 2 места от верхнего круга.

## Избирательная система
Депутаты в Законодательное собрание Ньясленда избирались от двух кругов. От нижнего круга, в который входили преимущественно африканцы, избиралось 20 депутатов от 106 095 зарегистрированных избирателей. В верхний круг входили граждане европейского и азиатского происхождения. От него избиралось 8 членов парламента от 4 337 избирателей. Поскольку на выборах 1961 года в 5 избирательных округах от нижнего круга были представлены лишь по одному кандидату и голосование не проводилось, в голосовании участвовало 75 707 избирателей. Все избирательные округа были одномандатными и соответствовали районам страны.

## Результаты
| Партия                               | Нижний круг | Нижний круг | Нижний круг | Верхний круг | Верхний круг | Верхний круг | Всего мест |
| Партия                               | Голоса      | %           | Мест        | Голоса       | %            | Мест         | Всего мест |
| ------------------------------------ | ----------- | ----------- | ----------- | ------------ | ------------ | ------------ | ---------- |
| Партия Конгресса Малави              | 71 659      | 98,8        | 20          | 385          | 10,3         | 2            | 22         |
| Объединённая федеральная партия      | 607         | 0,8         | 0           | 2 108        | 56,6         | 5            | 5          |
| Христианско-либеральная партия       | 272         | 0,4         | 0           | –            | –            | 0            | 0          |
| Независимые                          | –           | –           | 0           | 1 232        | 33,0         | 1            | 1          |
| Всего                                | 72 538      | 100         | 20          | 3 725        | 100          | 8            | 28         |
| Зарегистрированных избирателей/ Явка | 75 707      |             | –           | 4 337        |              | –            | –          |
| Источник: Nohlen et al.              |             |             |             |              |              |              |            |